# جيمس كريستي (سياسي)
جيمس ليال كريستي (9 يونيو 1891 - 19 يناير 1953) هو سياسي كندي من مانيتوبا. خدم في الهيئة التشريعية لمانيتوبا كممثل ليبرالي تقدمي من عام 1932 حتى وفاته.

## خلفية
وُلد كريستي وتلقى تعليمه في جلينبورو، مانيتوبا حيث كان يعمل مزارعًا. كان والده، والمسمى أيضًا جيمس كريستي، مرشحًا ليبراليًا غير ناجح في انتخابات المقاطعات عام 1914.
عمل جيمس كريستي الأصغر كمدير إقليمي لشركة مانيتوبا لايفستوك بروديوسرز. وكان مسؤولًا أو عضوًا في العديد من الجمعيات الزراعية المحلية بالإضافة إلى كونه ماسونيًا نشطًا. خدم كجندي في فرنسا من عام 1916 إلى عام 1918 خلال الحرب العالمية الأولى، وأصيب خلال حملة أراس كامبراي.

## السياسة
تم انتخابه لأول مرة لعضوية المجلس التشريعي في مانيتوبا في انتخابات المقاطعات عام 1932، متغلبًا على المحافظ شاغل المنصب ويليام سبينكس بأغلبية 256 صوتًا في دائرة سايبرس. أعيد انتخابه في انتخابات عام 1936 وفاز على مرشح حزب المحافظين رودريك هورتون بأغلبية 129 صوتا. ثم هزم هورتون مرة أخرى، والذي كان وقتها مرشحًا مستقلاً، في انتخابات المقاطعات عام 1941.
أعيد انتخاب كريستي في انتخابات المقاطعات عام 1945 في ظروف غير عادية. خلال هذه الفترة، كان الحزب الليبرالي التقدمي هو القوة المهيمنة في حكومة ائتلافية ضمت أيضًا حزب المحافظين التقدميين والائتمان الاجتماعي وبعض المستقلين. خسر كريستي بشكل غير متوقع أمام روبن بارسونز المستقل بصوت واحد في اجتماع الترشيح لتحديد مرشح الائتلاف الحاكم. طعن كريستس في صحة النتيجة، ودخل الانتخابات العامة كمرشح ضد بارسونز. لم يكن هناك مرشحون آخرون، وانتُخب كريستي بسهولة على حساب بارسونز. واستمر في بدعم حزب التقدميين الليبراليين في الجانب الحكومي.
أعيد انتخابه مرة أخرى في انتخابات المقاطعات عام 1949، وانتهت مدته عندما توفي في غلينبورو في يناير 1953. when he died in Glenboro in January 1953.
تولى كريستي ضبط الحزب الليبرالي التقدمي لمدة ثلاثة عشر عامًا. تم تعيينه رئيسًا للجنة الدائمة للشؤون البلدية في عام 1949، وترأس اللجنة الإقليمية للزراعة والهجرة من عام 1949 إلى عام 1952. 